# ديفيد جاردنر تايلر
ديفيد جاردنر تايلر (بالإنجليزية: David Gardiner Tyler)‏ (و. 1846 – 1927 م) هو سياسي، ومحام من الولايات المتحدة الأمريكية ولد في إيست هامبتون.
وهو عضو في الحزب الديمقراطي الأمريكي .